# Long Định, Đồng Tháp
Long Định là một xã thuộc tỉnh Đồng Tháp, Việt Nam.

## Địa lý
Xã Long Định có vị trí địa lý:
- Phía đông giáp xã Long Hưng.
- Phía tây giáp xã Bình Trưng.
- Phía nam giáp xã Vĩnh Kim.
- Phía bắc giáp xã Tân Phước 3.

Xã Long Định có diện tích 43,77 km², dân số năm 2025 là 48.391 người, mật độ dân số đạt 1.105 người/km².

## Lịch sử
Ngày 25 tháng 4 năm 1947 trong Chiến tranh Đông Dương, Quân đội nhân dân Việt Nam dưới sự chỉ huy của Trần Văn Trà đã tổ chức phục kích Giồng Dứa, làm thương vong 87 lính Việt thân Pháp, phá hủy 14 xe quân sự.
Ngày 16 tháng 6 năm 2025, Ủy ban Thường vụ Quốc hội ban hành Nghị quyết số 1663/NQ-UBTVQH15 về việc sắp xếp các đơn vị hành chính cấp xã của tỉnh Đồng Tháp năm 2025. Theo đó, sắp xếp toàn bộ diện tích tự nhiên, quy mô dân số của các xã Nhị Bình, Đông Hòa và Long Định thành xã mới có tên gọi là xã Long Định.
Sau khi sáp nhập, xã Long Định có 43,77 km² diện tích tự nhiên và dân số 48.391 người.